# Barbare Kipiani
Barbare Kipiani, född 1879, död 1965, var en georgisk psykolog. 
Hon var dotter till Nikoloz Kipiani och barnbarn till Dimitri Kipiani. 
Hon studerade vid Tbilisi St. Nino's School och tog examen som psykiatriker vid Bryssels universitet 1902, som första georgiska kvinna. 1910 grundade hon den georgiska sektionen för historia och etnografi vid Internationella museet i Bryssel. Hon återvände till Georgien 1910, men tvingades återvända till Bryssel när landet blev en sovjetrepublik 1921.